# Rivière des Rosiers
La rivière des Rosiers est un affluent de la rivière Nicolet laquelle se déverse sur la rive sud du fleuve Saint-Laurent. La rivière des Rosiers coule dans les municipalités de Tingwick, Kingsey Falls, Warwick, Sainte-Élizabeth-de-Warwick et de Saint-Albert-de-Warwick, dans la municipalité régionale de comté (MRC) de Arthabaska, dans la région du Centre-du-Québec, au Québec, au Canada.

## Toponymie
Le toponyme « rivière des Rosiers » a été officialisé le 5 décembre 1968 à la Commission de toponymie du Québec.

## Géographie

### Bassin versant
Le bassin versant de la rivière des Rosiers touche six municipalités, soit (de l'amont vers l'aval) Saint-Rémi-de-Tingwick, Tingwick, Kingsey Falls, Warwick, Sainte-Élizabeth-de-Warwick et Saint-Albert.
Le bassin hydrographique de la rivière à une superficie de 140 km2. Le bassin comprend 112 ha de milieux humides.

### Cours
La rivière des Rosiers commence son cours d'environ 35 km à Tingwick à une altitude de 360 m au pied de la Montagne, dans les Appalaches. Elle coule ensuite en direction nord-ouest pour se jeter dans la rivière Nicolet à Saint-Albert à une altitude de 103 m. La portion avale de la rivière (longueur de 16 km) a été canalisée au début du XXe siècle.

## Faune et flore
Les principales espèces forestières sont l'érable à sucre (Acer saccharum) et l'érable rouge (Acer rubrum).
On retrouve 12 espèces de poissons dans la rivière. Les principales espèces sont le mulet à cornes (Semotilus atromaculatus), le meunier noir (Catostomus commersoni), le ventre-pourri (Pimephales notatus) et le méné à nageoires rouges (Luxilus cornutus).
On retrouve 39 espèces d'oiseaux de 16 familles distinctes le long des berges de la rivière. On y retrouve entre autres quelques espèces de bruants, de parulines, d'hirondelles, de tyrans, de viréos, de grives, et quelques représentants des corvidés, tels que le Grand Corbeau et le Geai bleu.